# Francis Thomas
Francis Thomas (ur. 3 lutego 1799, zm. 22 stycznia 1876) – polityk, prawnik i dyplomata amerykański. W latach 1842–1844 był gubernatorem stanu Maryland, był również wieloletnim członkiem Izby Reprezentantów Stanów Zjednoczonych, a także ambasadorem Stanów Zjednoczonych w Peru.

## Życiorys
Swoją karierę polityczną rozpoczął w stanowym parlamencie stanu Maryland. W latach 1831–1833 był przedstawicielem czwartego okręgu wyborczego w stanie Maryland w Izbie Reprezentantów Stanów Zjednoczonych. W kolejnej kadencji Kongresu Stanów Zjednoczonych, w latach 1833–1835, zsiadał w tej samej izbie, tym razem jako reprezentant siódmego okręgu wyborczego, natomiast przez kolejne trzy kadencje, w latach 1835–1841, reprezentował w niej szósty okręg wyborczy w stanie Maryland.
Po dziesięciu latach w Kongresie Stanów Zjednoczonych powrócił do polityki stanowej. W wyrównanych wyborach różnicą 621 głosów został wybrany gubernatorem stanu Maryland. Stanowisko to piastował w latach 1842–1845. Ubiegał się o reelekcję, jednak nieskutecznie.
Po kilkunastu latach przerwy powrócił do Izby Reprezentantów Stanów Zjednoczonych. W latach 1861–1863 przez jedną kadencję Kongresu był przedstawicielem piątego okręgu wyborczego w stanie Maryland, a w latach 1863–1869 przez trzy kadencje reprezentował ponownie czwarty okręg wyborczy.
Od 25 marca 1872 roku do 9 lipca 1875 roku był ambasadorem Stanów Zjednoczonych w Peru.
W 1875 roku powrócił z placówki dyplomatycznej, wycofał się z życia publicznego i zajął się działalnością rolniczą. Zginął w wypadku 22 stycznia 1876 roku, przejechany przez lokomotywę gdy szedł po torach kolejowych. Jego ciało pochowane jest na cmentarzu w Cumberland w stanie Maryland.